# RTCG
Радіо і телебачення Чорногорії (чорн. Radio Televizija Crne Gore) — державна телекомпанія Чорногорії. Канал здійснює трансляцію з Подгориці. Міжнародну версію каналу можна дивитися через супутник. До складу RTCG входять Радіо Чорногорії (Radio Crne Gore) та Телебачення Чорногорії (Televizija Crne Gore). У 2001 році, разом з Радіо Телебаченням Сербії, стала членом Європейського Телерадіомовного Союзу. З часу незалежності Чорногорії, RTCG є незалежним членом цього союзу.

## Історія
Radio Titograd було засновано в 1949, в 1990 змінило ім'я на Radio Crne Gore.
В 1957 році перша телевізійна антена була розташована в Ловчені і могла приймати картинку з Італії. RTV Titograd, яка мала смогу випускати власні програми була заснована в 1963 році, пізніше RTV Titograd стала RTCG.

## Канали
- TVCG 1 — новини та вітчизняна продуція.
- TVCG 2 — спорт, розваги.
- TVCG Satellite — міжнародна версія каналу